# خانه صفر قلی هزارجریبی
خانه صفر قلی هزارجریبی مربوط به دوره پهلوی است و در شهرستان کردکوی، بخش مرکزی، دهستان سدن رستاق غربی، روستای بالاجاده واقع شده و این اثر در تاریخ ۲۲ آبان ۱۳۸۶ با شمارهٔ ثبت ۲۰۰۳۳ به‌عنوان یکی از آثار ملی ایران به ثبت رسیده است.